# Чабука Гранда
Марія Ісабель Гранда Ларко (ісп. María Isabel Granda Larco, 3 вересня 1920 — 8 березня 1983), більш відома як Чабука Гранда — перуанська співачка і композитор. Вона створила та інтерпретувала велику кількість вальсів кріоло з афро-перуанськими ритмами. Її найвідомішою піснею є «Квітка кориці» (ісп. «La flor de la canela»).

## Біографія
Гранда народилася 3 вересня 1920 року в районі видобутку міді в регіоні Апурімак. Вона почала співати у 12 років, у шкільному хорі в ексклюзивній жіночій школі Colegio Sophianum, в Сан-Ісідро, заможному районі Ліми, Перу.
У цьому віці вона співала як сопрано. Проте вона не була широко відома до свого розлучення — скандалу в сучасній Лімі, відомій своїм дуже консервативним католицьким суспільством.
На початку своєї кар'єри її творчість була виразною і мальовничою — нагадуючи романтичний і красивий район Барранко в Лімі, з його величними французькими будинками з вражаючими під'їздами і зимовими садами. Серед її найвідоміших пісень цього періоду — «Lima de veras», «La flor de la Canela», «Fina estampa», «Gracia», «José Antonio», «Zeñó Manué» та інші. Вона зламала традиційну ритмічну структуру вальсу, а згодом порушила умовність і своїми поетичними катренами. Пізніше у своїй кар'єрі вона написала пісні, присвячені чилійці Віолеті Парра («Cardo o ceniza») та Хав'єру Ерауду, перуанському поету і партизану, який загинув у 1963 році від рук перуанської армії. Увічнена на аверсі банкноти 10 перуанських солей 2019 року випуску.